# Fridrich II. Štaufský
Fridrich II. Štaufský (někdy podle německého jména také Friedrich, ve starší literatuře Bedřich, plným jménem Friedrich Roger, 26. prosince 1194 Jesi u Ancony – 13. prosince 1250 hrad Fiorentino) byl římský císař, král sicilský a titulární král jeruzalémský.
Narodil se jako syn římského císaře Jindřicha VI. z dynastie Štaufů a dědičky Sicilského království, normanské princezny Konstancie. Snažil se obnovit původní antické římské impérium a chtěl spojit Německo s Itálií a Sicilským královstvím. Obě snahy však skončily nezdarem a Sicílie se stala centralizovanou monarchií, v níž vládl panovník pověstný svým despotismem. Vyrůstal na sicilském normanském dvoře, kde se dostal do styku s učeností arabskou, židovskou i řeckou. Fridrichova náklonnost k islámské kultuře a její znalost roku 1229 značně dopomohla ke znovuzískání Jeruzaléma diplomatickou cestou, se svými muslimskými protějšky si pravidelně korespondoval. Podporoval rozvoj umění a věd, založil v Neapoli univerzitu, jež měla vzdělávat nové státní úředníky – jde o první státní univerzitu, jež nebyla podřízena církvi. V roce 1227 se dostal do dlouhodobého sporu s církví, která jej nazývala Antikristem, byl opakovaně exkomunikován. Tento spor pramenil z Fridrichova přesvědčení, že je univerzálním vládcem celého křesťanského světa, církevní hierarchie si však tento nárok osobovala rovněž. Fridrich se považoval být na zemi tím, čím je Bůh na nebesích.

## Život

### Narození, dětství a mládí
V polovině roku 1194 zahájil císař Jindřich VI. vojenské tažení na Sicílii po moři přes Janov a Pisu. Jeho manželka Konstancie s ohledem na své těhotenství zvolila delší, ale bezpečnější cestu po souši. Cesta pokračovala pomalu, a tak jí porodní bolesti zastihly u středoitalského městečka Jesi. Zde se 26. prosince narodil Fridrich II.
| „                       | Ke zmnožení našeho štěstí nám naše choť Konstancie, vznešená císařovna Římanů, v den svatého Štěpána, prvního mučedníka, porodila syna. Raduj se proto s námi z našeho štěstí. | “ |
| — z listu Jindřicha VI. | |   |

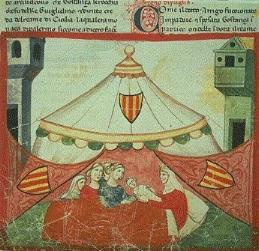
Fridrichovo narození na tržišti v Jesi (středověká miniatura)

Protože matce dítěte bylo v době porodu už čtyřicet let a narození syna předcházelo osm let bezdětného manželství, což obojí od počátku vyvolávalo určité pochybnosti, začaly se o okolnostech Fridrichova narození šířit legendy. Zatímco jedni oslavovali Fridrichovo narození jako zázrak a dar z nebe, jiní pronášeli pochybnosti o legitimitě kojence. Podle legendy se Fridrich narodil v nádherném stanu na tržišti před očima vdaných žen z Jesi. Postupně byl okruh přítomných porodu stále zvětšován. Konstancie také měla údajně veřejně Fridricha kojit s odhalenými ňadry, aby vyvrátila pochybnosti o svém mateřství. Pochybnosti o Fridrichově legitimitě se později přesto objevovaly a byly šířeny především v proticísařských kruzích. Několik let po Fridrichově smrti je shrnul františkánský kronikář Albert ze Stade.
| „                                       | Několikrát se však objevila zvěst, že tento Fridrich není ve skutečnosti pravým, nýbrž pouze domnělým synem císaře Jindřicha. Mělo se to přihodit následovně. Komstancie, dcera krále [Rogera II.], byla v době, když se provdala za císaře, údajně už šedesátiletá. Vznikly obavy, že zůstane neplodná. Proto se císař rozhodl naslouchat radám lékařů, aby překonala neplodnost a byla plodná, a sicilské království nezůstalo bez dědice. A lékaři mu při tomto záměru slíbili radu a pomoc. Nechali její dělohu různými léky postupně nadýmat, takže císař uvěřil, že je těhotná. V polovině jejího času se lékaři začali ohlížet po nějakém dítěti, takže jedné z těhotných žen, které měly rodit v době Konstanciina porodu, bylo podle přísně tajného plánu ukradeno dítě, v době Konstanciina porodu přineseno do paláce k jejímu lůžku, kde, ačkoli přišlo na svět jinde, ho zdánlivě porodila Konstancie, takže syn jiného byl považován za syna císaře a císařovny. Říkalo se, že je pochybné, zda byl onen chlapec synem lékaře nebo mlynáře nebo sokolníka. Ale lidé skutečně ujišťovali, že byl synem jednoho z těchto tří. | “ |
| — Annales Stadenses od Alberta ze Stade | |   |

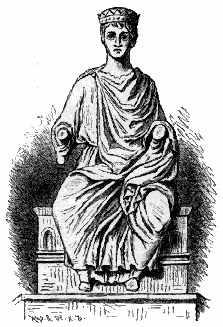
Nákres Fridrichovy sochy (nedochovaná brána v Capuy)

Podle Alberta ze Stade si Konstancie přála dítě pokřtít jménem Konstantin s odkazem na prvního křesťanského císaře Konstantina a také na vlastní jméno. Jiné prameny uvádějí, že měl dostat jméno Fridrich Roger po svých dědečcích Fridrichu Barbarossovi a Rogeru II. Sicilském. Nejpravděpodobněji byl na přelomu let 1194 a 1195 pokřtěn v Assisi jen jménem Fridrich po dědovi z otcovy strany. Krátce po narození byl Fridrich předán pěstounce vévodkyni ze Spoleta, manželce Konráda z Urslingenu. První léta života tak strávil na vévodském dvoře ve Folignu. Když jeho otec 28. září 1197 zemřel, nechala jej matka převézt do Palerma. Dne 17. května 1198 byl korunován sicilským králem. Ještě za života otce v roce 1196 byl Fridrich zvolen římským králem, ale jeho matka se později tohoto titulu za něho vzdala. V necelých čtyřech letech přišel Fridrich i o matku, která zemřela 27. listopadu 1198. V závěti jej Konstancie svěřila do poručnické péče papeže Inocence III. Na starší závěť císaře Jindřicha VI. se odvolával i otcův bývalý důvěrník Markvart z Annweileru, který ovládl v listopadu 1201 palermské Castello a Mare, místo Fridrichova pobytu. Po smrti Markvarta se Fridrich stal součástí tahanic o regentství mezi Walterem z Pagliary, Vilémem Capparonem a Diepoldem ze Schweinspeuntu. Z omezeného množství informací se dozvídáme, že se Fridrichovi v této době dostalo rytířského vzdělání. V den Fridrichových čtrnáctých narozenin skončilo papežovo poručnictví a Fridrich se ujal vlády. Ještě před nástupem na trůn byl současníky považován za předčasně vyspělého a přes svůj nízký věk schopného vlády. Pravděpodobně v říjnu 1208 uzavřel Fridrich manželství s asi o deset let starší Konstancií, dcerou aragonského krále Alfonse II. a vdovou po uherském králi Emerichovi. V témže roce (1208) byl v Bambergu zavražděn Fridrichův strýc římskoněmecký král Filip Švábský. To uvolnilo jeho protivníkovi Otovi Brunšvickému cestu k tomu, aby se plně prosadil v německé říši. Dne 4. října 1209 byl v Římě korunován císařem Svaté říše Římské. Jako císař neuznal Ota Fridrichovo panování v sicilském království a začal připravovat válečné tažení proti jižní Itálii a Sicílii. Jihoitalští šlechtici mezitím přešli na Otovu stranu. Mezi zrádci byli i Diepold ze Schweinspeuntu a Petr z Celana, švagr Fridrichova kancléře Waltera z Pagliary. Situace využil Fridrich k tomu, aby se zbavil starého kancléře a vykázal jej od dvora. Zatímco Ota obsadil jižní Itálii a připravoval invazi na Sicílii, část sicilské šlechty dávala najevo, že je připravena Otu přijmout za svého vládce.

### Římským králem
V době největšího ohrožení se Fridrich dočkal pomoci z nečekané strany. Otovo obnovování říšské správy v Itálii zaskočilo papeže Inocence III., který jej 18. listopadu 1210 exkomunikoval a vyzval říšská knížata k nové volbě. Papežovým vlivem začalo na jaře 1211 vznikat „společenství“ Otových nepřátel. V samém jádru tohoto společenství stál český král Přemysl Otakar I., dále pak mohučský arcibiskup Sigfried a durynský lantkrabě Heřman. V létě téhož roku se přidal rakouský vévoda Leopold a bavorský vévoda Ludvík. Všichni zde uvedení se začátkem září sjeli do Norimberku, kde zvolili (či spíše předběžně vyvolili) sicilského krále Fridricha za římského krále. Na začátku roku 1212 přivezl Fridrichovi tuto zprávu vyslanec německých knížat Anselm z Justingenu. Zároveň Fridricha vyzval, aby se dostavil do Říše a naplnil svou novou hodnost. Nabídka se na Fridrichově královském dvoře nesetkala se všeobecným nadšením. Proti byla především jeho manželka a také mnozí z jeho rádců se jej snažili od přijetí nabídky odradit. Fridrich si však uvědomoval, že cesta k trvalému zabezpečení sicilských dědičných území vede jen přes úspěch v boji o říšskou korunu. Proto se přes nesouhlas svého okolí rozhodl výzvu přijmout. Před odjezdem však ještě složil před papežským legátem Řehořem lenní přísahu papeži a v březnu nechal korunovat sicilským králem svého sotva ročního syna Jindřicha. Poté se s malým doprovodem nalodil a odplul do Říma. Z Říma pokračoval na lodi do Janova, kam dorazil 1. května. Další cesta na sever, po souši, byla pro Fridricha již mnohem nebezpečnější, protože mnohá severoitalská města (např. Milán a Piacenza) stála na straně Oty Brunšvického.
| „              | Když Fridrich obdržel zprávu o své volbě, chudý a otrhaný jako žebrák dorazil přes moře do Říma, byl Římany přijat se ctí a získal od papeže potvrzení své volby. Když byl pak veden obyvateli města Pavie, aby ho předali Cremoňanům, kteří mu vyjeli vstříct a měli ho vézt dál, Miláňané, kteří patřili k Otovi, na ně zaútočili mezi Pavií a Lodi u řeky jménem Lambro a zabili a zajali v prudkém boji řadu Pavijských. Fridrich však unikl na neosedlaném koni, přebrodil řeku, na druhé straně ho uvítali čekající Cremoňané a dopravili ho do Cremony. | “ |
| — Tomáš Tuscus | |   |

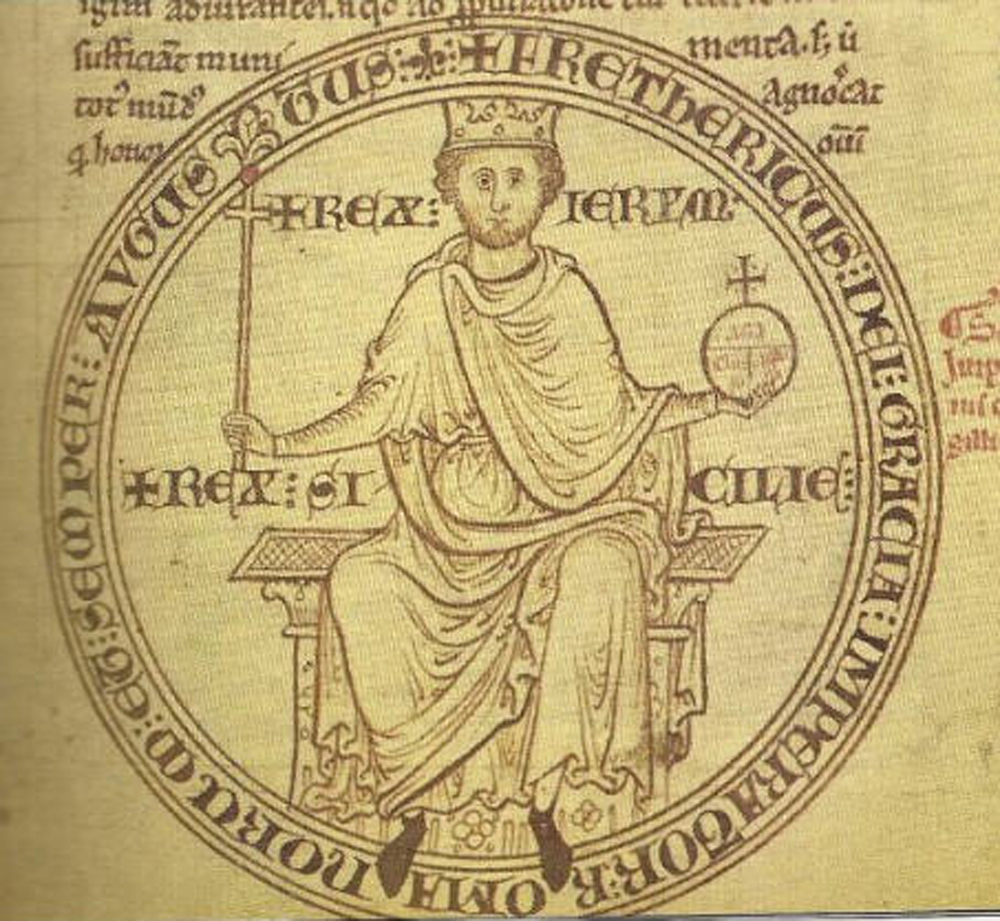
Nákres Fridrichovy pečeti

Přes uvedené problémy pokračoval Fridrich dále na sever přes Mantovu, Veronu a Trident. Protože Brennerský průsmyk byl obsazen jeho nepřáteli, musel volit přechod Alp po namáhavějších horských cestách. Nápomocni mu v tom byli biskupové z Tridentu a Churu a také opat z kláštera v St. Gallenu. Po přechodu Alp dorazil do Kostnice, odkud pokračoval do Basileje. Zde vydal 26. září 1212 Zlatou bulu sicilskou pro své nejmocnější říšské spojence českého krále Přemysla Otakara I. a moravského markraběte Vladislava Jindřicha. Tento závažný dokument zajistil českému království výsadní postavení v rámci Svaté říše římské, jeho panovníkovi pak dědičný královský titul; český panovník měl být napříště osvobozen od všech povinností vůči Svaté říši římské až na účast na říšských sněmech. Z Basileje pokračoval Fridrich na sever do Haguenau. Dne 5. listopadu byl Fridrich ve Frankfurtu nad Mohanem v opakované formální volbě znovu zvolen římským králem a 9. listopadu byl v Mohuči korunován zdejším arcibiskupem Sigfriedem II. z Eppsteinu. Během cesty na sever Fridrich vydával privilegia svým přívržencům, mezi které patřili hornolotrinský vévoda Fridrich, rakouský vévoda Leopold VI., Berthold V. ze Zähringenu, mohučský arcibiskup a biskup z Wormsu. V druhé polovině listopadu 1212 se Fridrich ve Vaucouleurs sešel s francouzským následníkem trůnu Ludvíkem a uzavřeli zde přátelství. Fridrich se zavázal, že bez souhlasu francouzského krále neuzavře mír s Otou Brunšvickým. Za to získal od Francouzů 20 000 stříbrných marek.

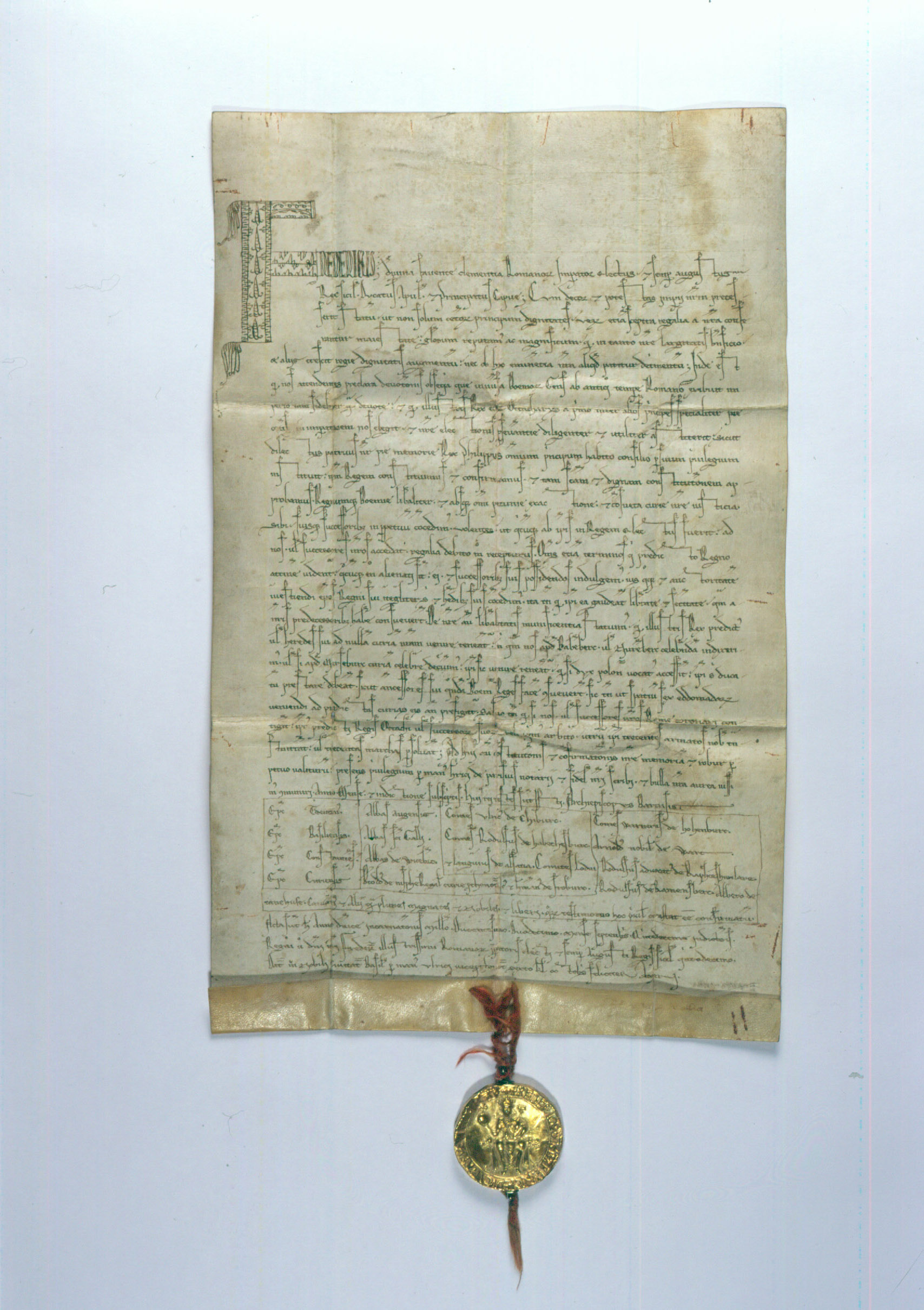
Zlatá bula sicilská

Jedno z nejdůležitějších rozhodnutí v zápase o říšskou korunu mezi Otou a Fridrichem se paradoxně neodehrálo v Říši a Fridrich sám se na něm nijak nepodílel. Jednalo se o bitvu u Bouvines, kde 27. července 1214 stanuly proti sobě na jedné straně armáda francouzského krále Filipa II. Augusta a na druhé straně spojené anglické, flanderské a říšské vojsko v čele s císařem Otou IV. Brunšvickým. Příčinou bitvy byl především spor o anglická léna ve Francii mezi Filipem II. a Janem Bezzemkem. Otova účast souvisela s tím, že byl synovcem anglického krále, ale byla motivována i osobně. Francouzský král stál totiž ve sporu o říšský trůn na straně Fridricha.
Fridrich využil příhodné situace po bitvě u Bouvines a vytáhl na sever s cílem získat Cáchy. Během tažení se kromě jiných poddali Fridrichovi i bývalí Otovi spojenci Jindřich z Brabantu a Jindřich z Limburku. Cáchy mu však otevřely své brány až o rok později.
| „                                        | V téže době překročil Fridrich, král Sicílie, s velmi silným vojskem Moselu a hrůzou, která z něj vycházela, převedl šlechtice tamní země na svou stranu. Na to překročil Maasu a táhl proti vévodovi z Brabantu. Ten, polekán jeho rychlým příchodem, k němu přišel s poníženou prosbou, slíbil mu věrnost a kromě toho poskytl svého syna a další urozené muže jako rukojmí. | “ |
| — Annales Sancti Pantalonis Coploniensis | |   |

Po opanování Cách se zde Fridrich 25. července 1215 znovu nechal korunovat římským králem. Jako koronátor opět vystupoval mohučský arcibiskup Siegfrid II. z Eppstenu. Brzy po této královské korunovaci zahájil Fridrich s papežem Inocencem III. jednání o císařské korunovaci. Už na jaře roku 1216 dorazil do Říše papežský legát Petro Sasso, aby se ještě před případnou korunovací vyjasnil Fridrichův budoucí poměr k Sicilskému království. Dne 1. července 1216 za přítomnosti papežského legáta složil ve Strasburku slib, že po císařské korunovaci předá sicilské království svému synovi jako papežské léno a sám se vzdá sicilského královského titulu. Uvedený slib Fridrich pravděpodobně nikdy nezamýšlel splnit. O dva týdny později zemřel papež Inocenc a ve funkci jej nahradil Honorius III.

### Římským císařem
Soulad s novým papežem Honoriem III. byl demonstrován i císařskou korunovací roku 1220 a papežským dispenzem ke sňatku.
| „                  | Po smrti otce se církev o osiřelého hocha starala jako vlastní matka, střežila jej a bránila, později ho nechala proti císařovi Otovi zvolit za krále římského a konečně byl korunován na císaře. | “ |
| — Giovanni Villani | |   |

Fridrich získal v říši poměrně rychle převahu. Vojensky ho při tom podporoval také Přemysl Otakar I. Počátkem roku 1213 se na sněmu v Řezně setkali oba panovníci poprvé osobně. Nedlouho nato došlo k další schůzce, tentokrát v štaufském Chebu. Přemyslův příklon k Fridrichovi výrazně ovlivnil postavení českého státu za vlády posledních Přemyslovců.
V polovině dvacátých let však vztahy mezi císařem a pražským dvorem ochladly. Příčinou bylo zrušení zasnoubení Fridrichova dospívajícího syna Jindřicha a Přemyslovy dcery Anežky. Český král o tento sňatek velmi stál a Anežka v tu dobu již několik let žila na vídeňském dvoře rakouského vévody Leopolda. S potupou se musela mladičká Přemyslovna vrátit domů. Roku 1225 se Jindřich oženil s Markétou Babenberskou. Tuto urážku pomstil český král vpádem do Rakous. K vojenskému střetnutí se Štaufy však nedošlo a v Praze neuspěl ani papežský legát, hledající podporu pro případného vzdorocísaře.

### Boj o ovládnutí severní Itálie a střet s papeži
Za Fridrichovy vlády se stala základnou říšské moci jižní Itálie a říšský majetek za Alpami byl rozprodáván, aby král získal práva v Itálii, což vyústilo ve značné ztráty říšských práv severně od Alp. Roku 1232 Fridrich potlačil vzpouru svého syna Jindřicha a zároveň jeho pokus o zvrácení prodeje práv v Říši. Od poloviny třicátých let vedl Fridrich tvrdý, zpočátku úspěšný zápas se severoitalskými městy sdruženými v Lombardské lize a s papeži, zvláště pak s Inocencem IV., vášnivým odpůrcem rozšíření štaufské moci v Itálii. Podporován byl italskými ghibelliny, mezi něž patřila ponejvíce šlechta, která byla proti papeži a proti přílišnému rozšíření pravomocí měst.

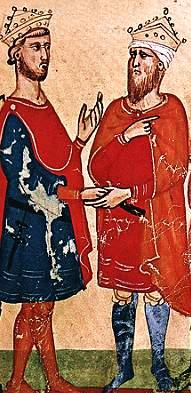
Fridrich a al-Kámil

K rozkolu mezi císařem a papežem došlo po nástupu Řehoře IX. na uprázdněný svatý stolec roku 1227. Papežství chtělo potvrdit svou moc křížovou výpravou do Levanty. Fridrich kruciátu přislíbil již roku 1215, poté však tažení odkládal, neboť potřeboval upevnit svou vládu na Sicílii.

### Křížová výprava
Poprvé Fridrich přijal kříž už v červenci 1215 během své korunovace na římského krále v Cáchách. Problémy při upevňování své vlády v Říši mu však zabránily při splnění jeho slibu. Znovu přijal kříž v listopadu 1220 z rukou kardinála Ugolina (pozdějšího papeže Řehoře IX.) při císařské korunovaci v Římě. Ovšem ani tehdy se na křížovou výpravu nevydal. Svůj slib pomoci Svaté zemi Fridrich ještě slavnostně zopakoval dvakrát, v březnu 1223 ve Ferentinu a v červenci 1225 v San Germanu. Trochu lehkovážně skládané sliby způsobovaly, že se Fridrichovi nedařilo je v určených termínech realizovat. V rámci příprav na křížovou výpravu bylo už v roce 1223 dohodnuto, že se císař ožení s dědičkou jeruzalémského království Isabelou, dcerou Jana z Brienne a Marie z Montferratu. Svatba se uskutečnila v listopadu 1225 a obratem Fridrich zbavil svého tchána funkce regenta v jeruzalémském království. Získal tak v něm doživotního nepřítele. V létě roku 1227 shromáždil Fridrich v Brindisi císařské vojsko. Vojenský tábor byl však postižen epidemií (snad malárie). Nemocný císař se přesto rozhodl spolu s Ludvíkem Durynským nalodit a vydat se do Svaté země. Po dvou dnech plavby byl však přinucen přistát v Otrantu, kde o den později durynský vévoda zemřel. Po dohodě s velmistrem Řádu německých rytířů Heřmanem ze Salzy se nemocný císař rozhodl křížovou výpravu odložit. Na pomoc Svaté zemi měl zatím odplout jen admirál Jindřich z Malty spolu s částí flotily. Papež Řehoř IX. ovšem důvody pro odložení výpravy neuznal a Fridricha exkomunikoval.
Exkomunikace Fridrichovu situaci velmi ztížila. Ztěžovala mu totiž styk s ostatními věřícími, a tím i schopnost realizovat křížovou výpravu. Fridrich proto usiloval o smíření s papežem, který ale stanovil pro Fridricha nepřijatelné podmínky. Fridrich proto nedbal na výslovný zákaz vydat se na křížovou výpravu před zrušením exkomunikace a vyhlásil křížové tažení na léto 1228. Dne 28. července 1228 se tak spolu s armádou v Brindisi nalodil a vyplul se svým vojskem do Palestiny. Krátce se zastavil na Kypru, kde obnovil lenní panství říše nad místním královstvím a zanechal zde císařské posádky. Do Akkonu dorazil 7. září a byl zde přivítán jako „vysvobození Izraele“. Ve Svaté zemi se těšil podpoře německých rytířů a říšských, sicilských, benátských a janovských křižáků. Naproti tomu templáři, johanité a místní duchovenstvo v čele s jeruzalémským patriarchou Geraldem z Valence se všemi prostředky proti Fridrichovi stavěli.
| „          | Kříž byl proti hříchu dán, spasme nyní Božího hrobu chrám. Klatba tomu ale brání, je snad duše bez zastání? | “ |
| — Freidank | |   |

Svůj postoj papež nezměnil ani poté, co Fridrich dorazil roku 1228 do Palestiny a vyjednal se sultánem Al-Kamilem odstoupení Jeruzaléma, Betléma, Nazaretu, Saidy a Jaffy. Během návštěvy Jeruzaléma si prohlédl muslimské památky a Skalní dóm. Smlouva se sultánem učinila z Jeruzaléma město otevřené pro křesťany, židy i muslimy, tento pakt však církev považovala za zradu, neboť Jeruzalém měl být osvobozen krví prolitou křižáky.
| „           | Císař zůstal upřímným a srdečným přítelem al-Malika al-Kámila. Udržovali spolu hojnou korespondenci až do al-Kámilovy smrti... | “ |
| — Ibn Wásil | |   |

Roku 1229 Fridrich sám sebe za asistence templářů korunoval jeruzalémskou korunou, přestože byl v té době exkomunikován. Křížová výprava Fridrichovi žádné zisky nepřinesla, Levantu musel opustit poté, když papežská vojska napadla Sicílii a dobyla Neapol.
Když se Fridrich 1. května 1229 nalodil v Akkonu na loď, stejný lid, který jej před rokem vítal, jej vyprovázel nadávkami a házením vnitřností. O měsíc později (10. června) přistál císař v Brindisi. Během podzimu se císaři povedlo vytlačit papežské vojsko. V květnu 1230 byla v San Germanu uzavřena mírová smlouva. Přestože se jednalo o Fridrichovo vítězství, musel se císař před papežem formálně pokořit. Obratem pak papež zrušil Fridrichovu exkomunikaci.
Papeže zejména popudilo, že Fridrich povolil na svém území islámskou bohoslužbu, a také jej pobouřila císařova muslimská kolonie v Luceře. V roce 1239 papež Řehoř IX. sepsal seznam Fridrichových provinění, mezi nimiž figurovalo mnoho tvrzení dokládajících císařovu vlažnou víru v Boha, a exkomunikoval jej.
| „                     | Exkomunikujeme a proklínáme Fridricha, který se nazývá císařem..., protože ve městě Římě naváděl k odboji proti římské církvi, chtěl vyhnat římské kněze... a staví se proti důstojnosti a cti apoštolské stolice, proti svobodě církve i proti přísahám, kterými je vázán... | “ |
| — Řehoř IX. roku 1239 | |   |

Fridrichův obhájce Petr z Viney nazval papeže nepřítelem míru, Antikristem a rudým koněm z Apokalypsy. Ostatní vládci zachovali ve sporu neutralitu. Samotný Fridrich si předsevzal změnit církev k lepšímu.
| „               | Řekl totiž údajně něco, co lze jen stěží opakovat, a sice že Mojžíš, Ježíš a Mohamed prý byli tři podvodníci, jejichž cílem bylo ovládnout svět, a za tímto účelem lstivě oklamali své současníky a svedli veškerý lid. | “ |
| — Matthew Paris | |   |

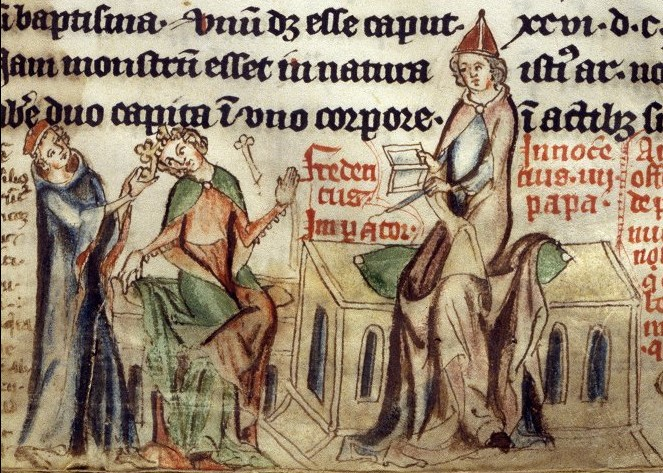
Fridrichova exkomunikace papežem Inocencem IV. (středověká iluminace)

V roce 1240 se císaři podařilo zlomit guelfské Viterbo a se svou armádou ohrožoval samotný Řím, který zachránilo procesí s relikviemi svatých a papežská výzva k obraně města. Fridrichovi se do obléhání nechtělo a své vojáky stáhl. O pět let později císaře na lyonském koncilu papež Inocenc IV. exkomunikoval jako kacíře a vyhlásil, že kdokoli bude Fridricha podporovat, dočká se okamžité exkomunikace také. Ke koncilu nebyli povolání žádní svědci a ke slovu se nedostal ani císařův obhájce Taddeo da Suesa.
Svatý otec sesadil Fridricha z trůnu, vyzval kurfiřty k nové volbě a dal podnět ke křížové výpravě vedené proti Fridrichovi. Fridrich odpověděl manifestem Illos felices.
| „                                   | ... přednostně si klade za cíl, aby se preláti a kněží vrátili k onomu stavu chudoby, v němž byli v době první církve... [kdy] kněží rozjímali o životě andělském, třpytili se zázraky, uzdravovali nemocné, křísili mrtvé a podrobovali si krále a vládce svatostí, ne zbraněmi... | “ |
| — Fridrichův manifest Illos felices | |   |

Fridrich omezil svou vládu zejména na území v Itálii, do událostí za Alpami úplně přestal zasahovat. Jeho vláda tak sice byla nesena duchem obnovy císařské moci, ale skutečným důsledkem jeho panování bylo další oslabení moci římského císaře. V tomto období Fridrich začal mít obrovské finanční potíže. Roku 1248 utrpěl osudovou vojenskou porážku u Parmy, z níž se již nevzpamatoval. Dva roky nato v průběhu bojů po krátké nemoci zemřel a byl pohřben v Palermu. Jeho nástupcem v říši i v království obojí Sicílie se stal syn Konrád IV. Dynastie Štaufů v té době však již spěla rychle ke svému konci.

## Osobnost Fridricha Štaufského
| „           | ...císař měl zarudlou pleť, pleš a byl krátkozraký. Kdyby byl otrokem, nestál by ani dvě stě dirhamů... | “ |
| — Ibn Wásil | |   |

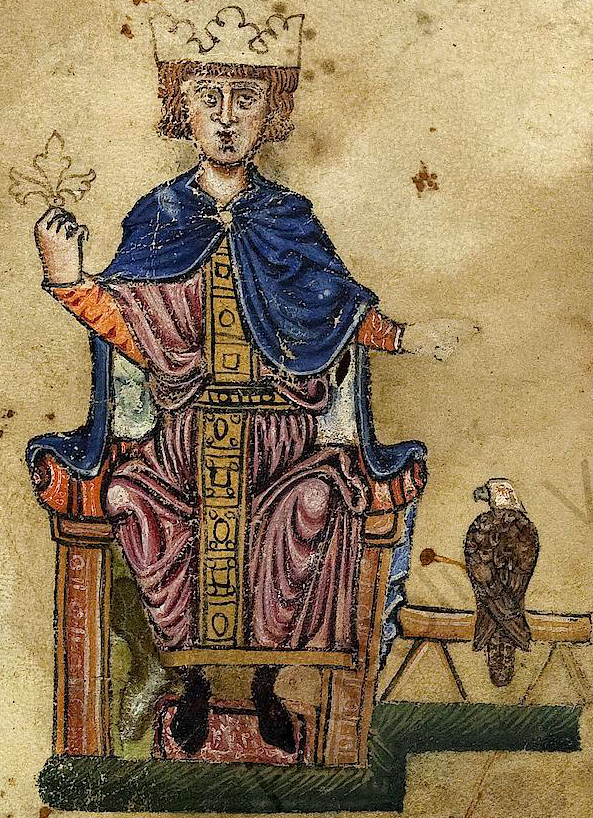
Fridrich II. se sokolem (De arte venandi cum avibus)

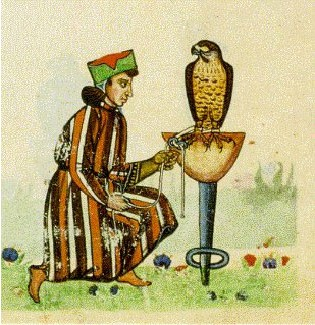
Sokolník (De arte venandi cum avibus)

Údajně málo hovorný císař nerad vystupoval na veřejnosti a měl rád intelektuální diskuse, četbu a studium. I jako vzdělaný muž byl velice pověrčivý a měl na svém dvoře astrology, se kterými konzultoval své záměry. Císařova záliba ve východním způsobu života a orientálním luxusu se projevovala i vlastnictvím harému, existencí osobní saracénské gardy a zvěřince plného exotických zvířat.
| „                | Jeho nepřátelé rovněž tvrdili, že císař Fridrich je nakloněn více učení Mohamedově než Ježíše Krista a vzal si za souložnice několik saracénských nevěstek... | “ |
| — Matěj Pařížský | |   |

Roku 1224 založil v Neapoli univerzitu, jež se stala první státní univerzitou v Evropě. Zajímal se o matematiku a korespondoval s matematikem Fibonaccim, který na základě výměny názorů s císařem a jeho vzdělanci revidoval některá svá tvrzení. Fridrich prováděl nejrůznější vědecké experimenty, na jeho sicilském dvoře působili významní učenci, např. toledský vzdělanec Michael Scotus a syrský jakobita Theodor z Antiochie.
| „                              | ... člověk by neměl věřit ničemu, co nemůže dokázat přirozenými prostředky a rozumem... | “ |
| — Údajné tvrzení Fridricha II. |                                                                                         |   |

Na základě jejich pojednání a překladů z arabštiny a také na základě své zkušenosti sepsal Fridrich latinský traktát O lovu se sokolem (De arte venandi cum avibus), který je jedním z nejvýznamnějších zoologických děl středověku. Pojednává primárně o sokolnictví, Fridrichově velké vášni, ale i o ornitologii a etologii ptactva. Ve svém spise používá na svou dobu velmi moderní metodu – oproti běžnému úzu středověkých učenců opírat se o autoritu (auctoritas) nebo rozumový důkaz (ratio), jehož výlučné postavení bývá ovšem v průběhu 13. století nahlodáváno, klade Fridrich velký důraz na zkušenost (experientia). Nechutová uvádí, že „Nekompiloval z autorit, pracoval s teoretickými a systematickými spisy, zřejmě znal dobře Aristotela v latinském překladu. Jako znalce ptačího světa jej ale nepřijímá: v prologu ke svému dílu konstatuje, že řecký filosof nikdy sokolnictví neprovozoval, a v systematické části odmítá Aristotelův systém a vytváří svůj vlastní.“

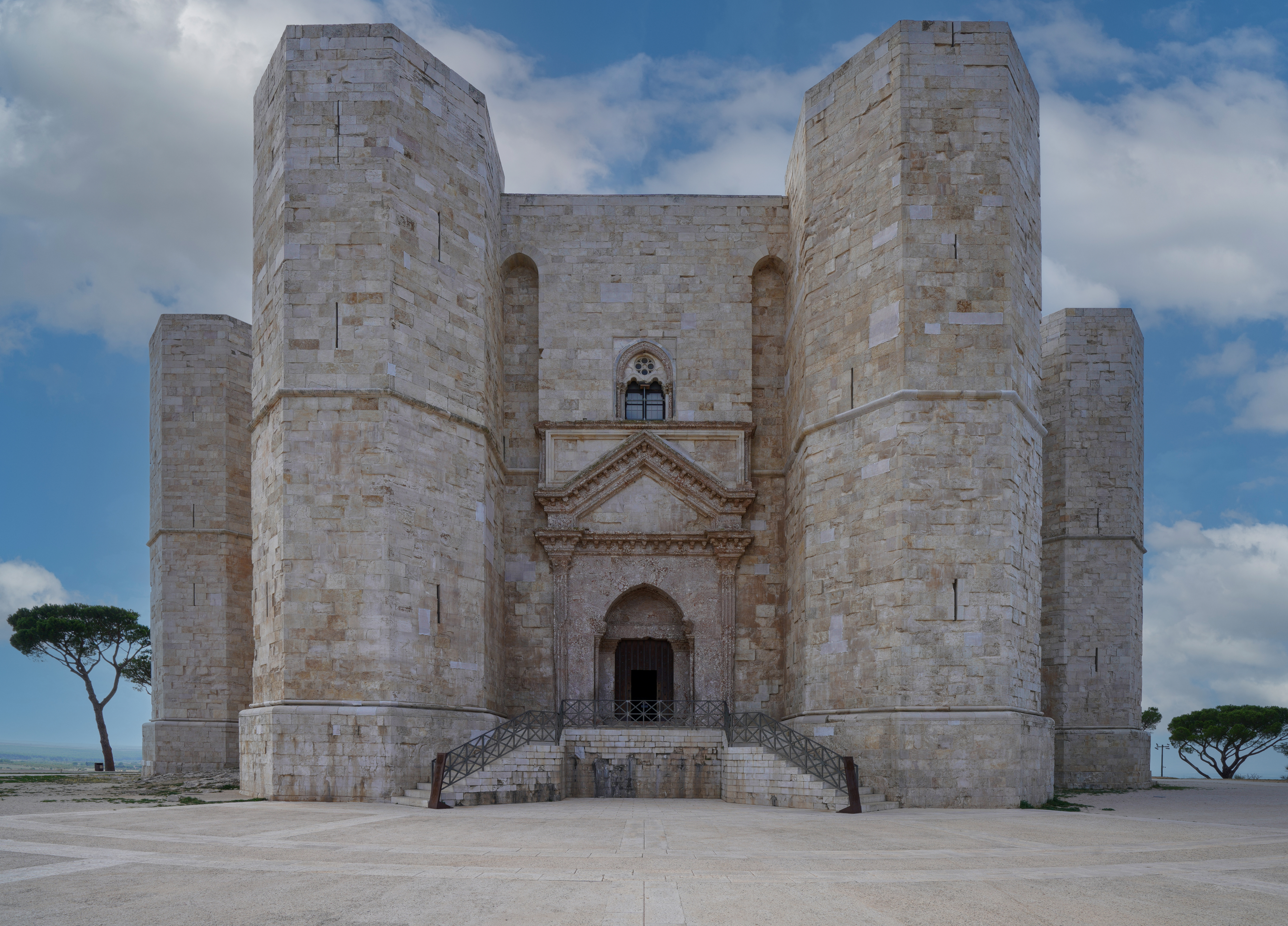
Castel del Monte

Fridrich dodnes fascinuje i znalce práva. Na jeho dvoře vznikl zákoník s názvem Konstituce z Melfi. V Sicilském království zavedl mj. zákony, které zaručovaly muslimům svobodu vyznání, zakázal krevní mstu a soukromé války – všechny spory a zločiny se měly řešit pouze před soudem. Usiloval o to, aby právo platilo pro všechny stejně – pro bohaté i chudé. Do želez uvrhl i vlastního syna Jindřicha, když jím byl zrazen.
Byl nadšeným stavebníkem a měl intelektuální záliby, společně se syny Jindřichem, Enziem a Manfrédem a vybranými dvořany patřil mezi představitele sicilské básnické školy.
| „           | Tento císař se od franských králů liší, je to vzdělaný přívrženec logiky a medicíny, je přítelem muslimů, neboť sídlil na Sicílii, kde se mu rovněž dostalo vzdělání... | “ |
| — Ibn Wásil | |   |

Později byl pro svou vzdělanost a zálibu v okázalé východní nádheře zván Stupor mundi (div světa) a pro svou zálibu v něžném pohlaví také emír, pokřtěný sultán či sultán z Acera.

## Hodnocení vlády

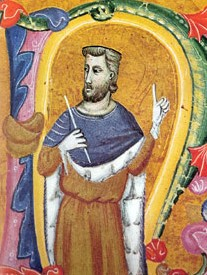
Fridrich Štaufský (Villaniho Nuova Cronica)

Fridrich chtěl učinit z císařství univerzální panovnickou dynastii Západu, disponující mocí politickou, vojenskou i hospodářskou. Byl zároveň posledním římským králem s takovou ambicí. Své současníky rozhodně nenechával lhostejnými, někteří jej od útlého mládí opěvovali jako moudrého, vzdělaného vládce, křižáka i patrona umění a věd, jiní mu vyčítali krutost, chamtivost, zhýralost a neúctu vůči církvi. Kolovaly o něm pověsti, že nechal otrávit svou choť Isabelu a že si vydržoval harém konkubín. Kronikář Salimbene z Parmy mu přičítal i drastické pokusy na lidech včetně vivisekcí nebo izolovaného vychování dětí, na něž nesmělo být promluveno. Fridrich chtěl tímto způsobem údajně odhalit nejstarší a přirozený jazyk lidstva, jímž mluvil Adam. Děti však nezačaly mluvit žádným jazykem a záhy zemřely. Rainer z Viterba jej nazval mistrem ukrutnosti, například pro děsivé potrestání svého důvěrníka Petra z Viney roku 1249.
Po císařově smrti se veřejnost dlouho domnívala, že Fridrich je stále naživu. V letech 1284–1295 se objevili nejméně čtyři samozvanci, kteří se prohlašovali za císaře Fridricha. Nejznámější byl Tile Kolup, který si v Neussu vydržoval vlastní dvůr a vydával falešné císařské listiny. Roku 1285 byl popraven v hesenském Wetzlaru jako zrádce. Dokonce vznikla legenda o Fridrichově novém bytí v nitru sopky Etny či v durynské hoře Kyffhäuser. Podle některých verzí sídlí v Kyffhäuseru Fridrichův děd, císař Fridrich I. Barbarossa.

## Odraz v umění a literatuře
Fridrichova podoba jako panovníka držícího kříž se dochovala v cášském katedrálním pokladu na relikviářové tumbě Karla Velikého, kde je zobrazena řada panovníků Svaté říše římské. Byl velkým obdivovatelem antické architektury a díla vzniklá na jeho zakázku jsou toho důkazem. Mramorová brána v Capui, hraničním městě Sicilského království, z níž se bohužel dochovalo jen torzo, měla v sochařské výzdobě pro svou dobu netypické světské postavy a mezi nimi i samotného císaře v podobě mladého muže. Torza soch jsou dnes v místním muzeu, texty nápisů s hrozbami pro nepoctivé poutníky jsou však známy pouze z literatury. Oktogonální hrad Castel del Monte postavený v Apulii ve svých zdech po mnoho let věznil Fridrichovy vnuky, syny Manfréda Sicilského.
Fridrich je jedním z hrdinů historického románu spisovatelky Ludmily Vaňkové Dítě z Apulie (2011). O atentátech na císaře Fridricha je román Antonína Polácha Ať zemře král (2013).

## Potomci
1. manželství ∞ 1209 Konstancie Aragonská († 1222)
- Jindřich VII. (1211–1242) ∞ 1225 Markéta Babenberská

2. manželství ∞ 1225 Jolanda Jeruzalémská (1212–1228)
- Markéta († 1226)
- Konrád (1228–1254) ∞ 1246 Alžběta Bavorská

3. manželství ∞ 1233/1234 Blanka Lancia (1205/1212–1233/1234)
- Konstancie (1230–1307) ∞ 1241 Jan III. Dukas Vatatzés
- Manfréd (1231/1232–1266)

1. ∞ 1247 Beatrix Savojská
2. ∞ 1257/1258 Helena Angelina Dukaina

- Violanta (1233–po 1264) ∞ 1245/1246 Richard z Caserta

4. manželství ∞ 1235 Isabela Anglická (1241)
- Jindřich
- Markéta (1237–1270) ∞ 1254/1255 Albrecht II. Míšeňský
- Karel Ota
- Fridrich

### Levobočci
- Fridrich z Pettorana
- Enzo (1215–1272)

1. ∞ 1238 Adéla z Lacon-Gunale
2. ∞ 1247/1248 neznámá z Egny

- Kateřina z Marana (1216/1218–po 1272)
- Fridrich z Antiochie († 1256) ∞ po 1239 Markéta z Poli
- Salvaggia (1223–1244) ∞ 1238 Ezzelino z Romana
- Richard z Chieti (1225–1249)
- Blanchefleur (1226–1279) – jeptiška v Montargis
- Markéta (1230–1297/1298) ∞ 1238 Tomáš z Aquina